# Hälsinglands runinskrifter 1
Hs 1 är ett vikingatida runstensfragment av gävlesandsten i Vevlinge by, Bollnäs socken och Bollnäs kommun i Hälsingland. 
Två runstensfragment påträffades i juli 1942 av dåvarande tomtägaren Zeugren, vid grävning i trädgård på cirka 0,3 m djup. Enligt artikel i Bollnäs Tidning sägs fyndet vara gjort i juni 1942 på "Rönns" gård, Vevlinge. Fyndet bestod av två fragment, 22 x 9 cm och 8 x 6 cm samt båda endast 4,5 cm tjocka, gjorda i sandsten. Fragmenten hade inskrift av enstaka runor. De undersöktes av Riksantikvarieämbetet och befanns vara äkta. Inskriften uppges inte tillhöra så kallade hälsingerunor utan runor av sydskandinavisk typ. De föreslogs att tills vidare bli deponerade i Bollnäs Museum.
Enligt Marit Åhlén, förvaras fragmenten nu på Kämpen, bygdemuseet i Bollnäs. På det större fragmentet finns tre runor och rester av ytterligare fyra, medan det på det mindre fragmentet endast står en runa. Inskriften lyder: ...x - - ...- - bia...//...h...

## Inskriften
Translitterering av runraden:
... × --...--bia...¶ ...h...
Normalisering till runsvenska:
... Bio[rn](?)/...bio[rn](?) ...